# Municipio de Lida
El municipio de Lida (en inglés: Lida Township) es un municipio ubicado en el condado de Otter Tail en el estado estadounidense de Minnesota. En el año 2010 tenía una población de 757 habitantes y una densidad poblacional de 8,19 personas por km².

## Geografía
El municipio de Lida se encuentra ubicado en las coordenadas 46°33′56″N 95°58′6″O / 46.56556, -95.96833. Según la Oficina del Censo de los Estados Unidos, el municipio tiene una superficie total de 92.47 km², de la cual 53,26 km² corresponden a tierra firme y (42,4 %) 39,21 km² es agua.

## Demografía
Según el censo de 2010, había 757 personas residiendo en el municipio de Lida. La densidad de población era de 8,19 hab./km². De los 757 habitantes, el municipio de Lida estaba compuesto por el 98,02 % blancos, el 0,26 % eran afroamericanos, el 0,53 % eran amerindios, el 0,66 % eran de otras razas y el 0,53 % eran de una mezcla de razas. Del total de la población el 1,06 % eran hispanos o latinos de cualquier raza.